# Matias Provensi
Matias Provensi (Bento Gonçalves, 26 de março de 2001) é um voleibolista indoor brasileiro atuante na posição de ponteiro, com marca de alcance de 350 cm no ataque e 335 cm no bloqueio.

## Carreira
Ele foi revelado nas categorias de base do Bento Vôlei foi campeão do Campeonato Gaúcho de 2016 na categoria infantojuvenil  permanecendo de 2013 a 2018, com destaque o vice-campeonato da Superliga Brasileira B de 2015. Em 2018 foi convocado para seleção brasileira para disputar o Campeonato Sul-Americano Sub-19 em Sopó, Colômbia, ocasião da conquista da medalha de ouro
Na temporada 2018-19  serve a seleção brasileira na edição do Campeonato Mundial Sub-19 de 2019 em Tunes, terminando na nona posição vestindo a camisa#13 finalizou na nona posição.
Integra as categorias de base do Sada Cruzeiro, emprestando-o para o Lavras Vôlei  que disputou a Superliga Brasileira B de 2020.E em 2021 ao Praia Clube/Sada/Uberlândia que conquistou o título do grupo sediado em Campo Grande
E disputou a Superliga Brasileira B de 2022 pelo Café Vasconcelos/Araguari/Praia Clube/Sada/Uberlândia e paralelamente com o Sada Cruzeiro a Superliga Brasileira A 2021-22 e sagrou-se campeão do Campeonato Mineiro de 2021 e da Supercopa Brasileira 2021, terceiro colocado na Copa Brasil de 2022,  campeão do Mundial de Clubes de 2021 realizado em Contagem, na mesma sede foi medalhista de ouro no Sul-Americano de Clubes de 2022.

## Títulos e resultados
- Superliga Brasileira A: 2021-22
- Superliga Brasileira-Série B:2015
- Superliga Brasileira-Série C:2021
- Supercopa Brasileira:2021
- Copa Brasil:2017 e 2022
- Campeonato Mineiro:2021
- Campeonato Gaúcho Sub-19:2016
- Campeonato Sul-Americano de Clubes de 2024